# クラウス・J・ブラント
クラウス・J・ブラント（Klaus Joachim Brandt、1940年 - ）は、ドイツの文化人類学の学者である。

## 略歴
西ドイツの生まれ。15歳のときに日本の浮世絵に興味をもつ。日本芸術全般を専門にしており、1968年にケルン大学で浮世絵師の細田栄之を研究して博士号を取得する。1969年から1971年に西ドイツ国立研究所の研究員を務めている。20歳頃、極東史と芸術史などについて本格的に研究を始める。23歳から27歳のとき、ボン大学、ソルボンヌにおいて組織的に日本語を学んだ。1971年からシュトゥットガルトのリンデン博物館、文化人類学国立博物館極東部門の館長を務めている。

## 著書
- 『HOSODA EISHI』 1977年 West Germany
- 『Ukiyo‐e Holzschritte』 1978年
- 『江戸と明治の華 皇室典医ベルツ博士の眼』 大熊敏之、ブラント監修、大広編集発行、2008年